# Jan Novotný (motocyklový závodník)
Jan Novotný (12. března 1941 – 31. prosince 2012) byl český silniční motocyklový závodník.

## Závodní kariéra
Jeho otec pracoval v týnecké Jawě a v padesátých letech na motocyklech Jawa závodil. Tragicky zahynul po havárii na plzeňském městském okruhu. Jan Novotný startoval poprvé v mistrovství republiky v roce 1962 ve třídě do 175 cm³ na motocyklu ČZ. V roce 1965 získal na motocyklu Jawa 250 cm³ svůj jediný titul mistra republiky a stal se továrním jezdcem Jawy. Kariéru ukončil po skončení vývoje závodních motocyklů v Jawě v roce 1978. V mistrovství republiky skončil v celkové klasifikace jednou první, třikrát druhý a dvakrát třetí ve třídách do 250 a do 350 cm³, v jednotlivých závodech mistrovství republiky třikrát vyhrál, jedenáctkrát skončil druhý a získal celkem 21 třetích míst.

## Úspěchy
- 1x mistr Československa
- Mistrovství Československa silničních motocyklů - celková klasifikace
  - 1962 do 175 cm³ - 19. místo
  - 1964 do 250 cm³ - 6. místo
  - 1965 do 250 cm³ - 1. místo
  - 1966 do 250 cm³ - 2. místo
  - 1967 do 250 cm³ - 2. místo
  - 1967 do 350 cm³ - 13. místo
  - 1968 do 250 cm³ - 7. místo
  - 1968 do 350 cm³ - 7. místo
  - 1969 do 250 cm³ - 19. místo
  - 1969 do 350 cm³ - 7. místo
  - 1971 do 350 cm³ - 19. místo
  - 1972 do 250 cm³ - 4. místo
  - 1973 do 250 cm³ - 8. místo
  - 1973 do 350 cm³ - 4. místo
  - 1974 do 250 cm³ - 6. místo
  - 1974 do 350 cm³ - 2. místo
  - 1975 do 250 cm³ - 3. místo
  - 1975 do 350 cm³ - 4. místo
  - 1976 do 250 cm³ - 7. místo
  - 1976 do 350 cm³ - 7. místo
  - 1977 do 250 cm³ - 8. místo
  - 1977 do 350 cm³ - 3. místo
  - 1978 do 350 cm³ - 13. místo
- 3 vítězství v závodech mistrovství Československa
- 300 ZGH
  - 1965 1. místo do 250 cm³
  - 1966 3. místo do 250 cm³
  - 1967 3. místo do 250 cm³